# Гай Цейоній Руфій Волузіан
Гай Цейоній Руфій Волузіан (лат. Gaius Caeionius Rufius Volusianus, між 246 та 248 — після 321) — державний діяч Римської імперії, консул-суффект 290 року, консул 311 і 314 років. Засновник роду Цейоніїв Волузіанів.

## Життєпис
Походив з роду Цейоніїв. Син Марка Цейонія Вара, префекта Риму у 285—286 роках, та Руфії Прокули. Службу свою розпочав за імператора Кара, продовжив при Каріні та Діоклетіані. У 281 році призначений коректором (наглядачем за адміністративним управлінням) Італії. На цій посаді перебував до 289 року. У 290 році став консулом-суффектом.
У 305 році імператор Максенцій призначив Волузіана проконсулом провінції Африка. Після цього у 306 році призначений преторіанським префектом Африки та Італії. На цій посаді у 309 або 310 році придушив повстання Доміція Александра. У 310 році обіймав посаду префекта Риму, яку зберіг до 311 року.
У 311 році призначений консулом, разом з Арадієм Руфіном. Зберіг своє становище за імператора Костянтина I, який призначив Волузіана своїм комітом (лат. comes domini nostri Constantini Invicti et Perpetui semper Augusti.). У 313 році знову став префектом Риму (до 315 року).
У 314 році втретє обійняв посаду консула, разом з Петронієм Анніаном. Після 315 року його було відсторонено від усіх посад. Лише у 321 році його вдруге призначено преторіанським префектом. Про подальшу долю нічого невідомо.

## Сім'я
Дружина — Нуммія Альбіна, донька Марка Нуммія Сенеціона Альбіна, консула 263 року
Діти:
- Цейоній Руфій Альбін, консул 335 року